# Hayley Tullett
Hayley Tullett (z domu Parry, ur. 17 lutego 1973 w Swansea) – walijska lekkoatletka startująca w barwach Wielkiej Brytanii,  specjalizująca się w biegach średnio i długodystansowych, dwukrotna uczestniczka letnich igrzysk olimpijskich (Sydney 2000, Ateny 2004). Sukcesy odnosiła również w biegach przełajowych.

## Sukcesy sportowe
- wicemistrzyni Wielkiej Brytanii z biegu na 800 metrów (1997)[1]
- trzykrotna mistrzyni Walii w biegu na 800 metrów (1996, 2001, 2002)[2]
- mistrzyni Walii w biegu na 1500 metrów (1996)
- sześciokrotna medalistka mistrzostw Anglii w biegu na 1500 metrów – czterokrotnie złota (1999, 2000, 2003, 2004), srebrna (2005) oraz brązowa (2002)[3]
- brązowa medalistka mistrzostw Anglii w biegu na 800 metrów (2001)
- trzykrotna medalistka halowych mistrzostw Anglii w biegu na 800 metrów – dwukrotnie złota (1997, 1998) oraz brązowa (1996)[4]

| Rok  | Miasto     | Zawody                                    | Konkurencja             | Wynik                    |
| ---- | ---------- | ----------------------------------------- | ----------------------- | ------------------------ |
| 2000 | Gandawa    | Halowe mistrzostwa Europy                 | bieg na 3000 m          | 7. miejsce               |
| 2000 | Sydney     | Igrzyska olimpijskie                      | bieg na 1500 m          | 11. miejsce              |
| 2001 | Lizbona    | Halowe mistrzostwa świata                 | bieg na 3000 m          | 8. miejsce               |
| 2001 | Brema      | Puchar Europy                             | bieg na 1500 m          | 3. miejsce               |
| 2002 | Wiedeń     | Halowe mistrzostwa Europy                 | bieg na 1500 m          | 9. miejsce               |
| 2002 | Manchester | Igrzyska Wspólnoty Narodów                | bieg na 1500 m          | srebrny medal            |
| 2002 | Medulin    | Mistrzostwa Europy w biegach przełajowych | drużynowo indywidualnie | brązowy medal 5. miejsce |
| 2003 | Birmingham | Halowe mistrzostwa świata                 | bieg na 3000 m          | 10. miejsce              |
| 2003 | Paryż      | Mistrzostwa świata                        | bieg na 1500 m          | brązowy medal            |
| 2003 | Monako     | Światowy finał IAAF                       | bieg na 1500 m          | 3. miejsce               |
| 2003 | Edynburg   | Mistrzostwa Europy w biegach przełajowych | drużynowo indywidualnie | złoty medal 11. miejsce  |
| 2006 | Melbourne  | Igrzyska Wspólnoty Narodów                | bieg na 1500 m          | brązowy medal            |

## Rekordy życiowe
- bieg na 800 metrów – 2:00,49 – Madryt 19/07/2003
- bieg na 800 metrów (hala) – 2:01,52 – Birmingham 15/02/1998
- bieg na 1500 metrów – 3:59,95 – Paryż 31/08/2003
- bieg na 1500 metrów (hala) – 4:05,63 – Sztokholm 12/02/2004
- bieg na 3000 metrów – 8:45,39 – Gateshead 15/07/2000
- bieg na 3000 metrów (hala) – 8:45,36 – Lizbona 10/03/2001